# Hurwitzeva ploskev
Hurwitzeva ploskev je v teoriji Riemannovih ploskev in v hiperbolični geometriji kompaktna Riemannova ploskev z natančno 
84(g − 1)
avtomorfizmi. Pri tem pa je g rod ploskve. To število je največje v skladu s Hurwitzevim izrekom o avtomorfizmu. Obravnavamo jih tudi kot Hurwitzeve krivulje, ki jih prikazujemo kot kompleksne algebrske krivulje, ki imajo kompleksno razsežnost enako 1 oziroma realno razsežnost enako 2. 
Hurwitzeva ploskev se imenuje po nemškem matematiku Adolfu Hurwitzu (1859 – 1919).

## Zgledi
Hurwitzeva ploskev z najmanjšim rodom je Kleinov kvartik z rodom 3 in grupo avtomorfizma projektivne linearne grupe PSL(2, 7) reda 
84(3−1) = 168 = 22·3·7 (reda 336, če dovoljujemo izometrije z obrnljivo orientacijo). To je enostavna grupa. Naslednji možni rod je sedem, ki ga ima Macbeathova ploskev z grupo avtomorfizmov PSL(2, 8), ki je tudi enostavna grupa z redom 84(7−1) = 504 = 22·32·7 (če pa  dovoljujemo izometrije z obrnljivo orientacijo je to grupa z redom 1008). 